# Связующее программное обеспечение, ориентированное на обработку сообщений
Связующее программное обеспечение, ориентированное на обработку сообщений (англ. message-oriented middleware, MOM) — подпрограммное обеспечение, ориентированное на обмен сообщениями в распределённом окружении. Прежде всего предназначено для реализации отложенного обмена сообщениями, в то время как одноранговая сеть (peer-to-peer) и удалённые вызовы процедур (RPC) поддерживают синхронный режим.
В основном этот вид программного обеспечения составляют асинхронные системы с взаимодействием сервера и клиента за счёт обмена сообщениями или, иначе говоря, обмена блоками управляющих команд и передаваемых данных с использованием байт-ориентированных протоколов, таких как HTTP, POP3, SMTP и другие. Может быть реализовано в разных топологиях (точка — точка, точка — многоточка) и с различными шаблонами обмена (публикация — подписка, запрос — ответ), а также с различными их комбинациями. Существенную роль в данном классе программного обеспечения играет понятие очереди сообщений. Существуют стандарты на обмен сообщениями для систем такого класса, среди таковых AMQP, XMPP, STOMP.
Основные подклассы — брокеры сообщений, службы обработки очередей, мониторы транзакций.